# Oldřich Balabán
Oldřich Balabán (ur. 22 sierpnia 1927, zm. 13 listopada 1980 w Pradze) – czeski redaktor, dziennikarz i działacz polityczny, dyrektor wydawnictwa "Melantrich" oraz poseł do Czeskiej Rady Narodowej (1971–1980).
Był działaczem Czechosłowackiej Partii Socjalistycznej, sprawował m.in. funkcję członka jej CK i sekretarza. Przez 18 lat był dyrektorem wydawnictwa "Melantrich". Wykonywał mandat posła do Czeskiej Rady Narodowej (1971–1980).